# アンコール (エミネムのアルバム)
『アンコール』（Encore）は、エミネムの4thアルバム。2004年11月12日発売。

## 解説
約2年ぶりのアルバムで、1stカットシングルは『Just Lose It』。全世界で400万枚以上、日本国内でも40万枚を越えるセールスを記録した。ジョージ・ウォーカー・ブッシュやマイケル・ジャクソンに対する風刺曲なども収録されている。
本作は前作『ザ・エミネム・ショウ』のアンコールとされている。1曲ごと前作より優れたクオリティーにすることを努力した上で、「前作を上回った。」と自分に言い聞かせて自覚するのが苦労したとエミネムは語っている。

## 収録曲
1. カーテンズ・アップ  Curtains Up
2. イーヴル・デイーズ  Evil Deeds
3. ネヴァー・イナフ  Never Enough (featuring 50 Cent and Nate Dogg)
4. イエロー・ブリック・ロード  Yellow Brick Road
5. ライク・トイ・ソルジャーズ  Like Toy Soldiers  - マルティカの曲「トイ・ソルジャー」をサンプリングした。
6. モッシュ  Mosh  - 2004年アメリカ大統領選挙を直前に控えたジョージ・ウォーカー・ブッシュ批判の意で発表された。
7. プーク  Puke 　- この曲は生々しい嘔吐の音で始まる。
8. マイ・ファースト・シングル  My 1st Single
9. ポール (スキット)  Paul (skit)
10. レイン・マン  Rain Man
11. ビッグ・ウィーニー  Big Weenie
12. エム・コールズ・ポール (スキット)  Em Calls Paul (skit)

- このスキットではエミネムの下痢を聞くことが出来る。
1. ジャスト・ルーズ・イット  Just Lose It  - 先行シングルとして発売され、チャートでもTOP10入りした。PVではマイケル・ジャクソンの整形疑惑や幼児虐待疑惑を揶揄する内容だとして、ジャクソンがPVの放映差し止めを要求し、ブラック・エンターテインメント・テレビジョン (BET ) が放映をストップした[2]。
2. アス・ライク・ザット  Ass Like That
3. スペンド・サム・タイム  Spend Some Time (featuring 50 Cent, Obie Trice, and Stat Quo)
4. モッキンバード  Mockingbird
5. クレイジー・イン・ラヴ  Crazy in Love
6. ワン・ショット・2・ショット  One Shot 2 Shot (featuring D12)
7. ファイナル・ソウト（スキット）  Final Thought (skit)
8. アンコール  Encore/Curtains Down (featuring Dr.Dre and 50 Cent)

### ボーナスCD
1. ウィー・アズ・アメリカンズ  We As Americans
2. ラヴ・ユー・モア  Love You More
3. リッキー・ティッキー・トック  Ricky Ticky Toc